# カレリア (工藤静香のアルバム)
『カレリア』（Karelia）は、工藤静香の4枚目のスタジオ・アルバム。1989年10月4日発売。発売元はポニーキャニオン。

## 制作
フィンランドでレコーディングが行われ、ヘルシンキ・フィルハーモニー管弦楽団、ヘルシンキ大学コーラス隊が参加している。作曲家の後藤次利とは、長い間作品作りを共にしてきた関係であり、本作においても全曲後藤が作曲、編曲を担当しているが、後藤特有のロック路線は排除され、弦楽器を多用した純クラシックテイストを含む内容となっている。
カレリアとは、ロシア北西端に位置する湿地帯であるが、元々はフィンランドの領土であり（現在も一部がフィンランド領）、冬戦争（第1次ソ連・フィンランド戦争）の結果ソ連に割譲された歴史を持つ。

## 音楽性
作詞に大貫妙子が参加、工藤本人も愛絵理名義で初めて作詞に参加している。
工藤のコンサートにおいても、一時期このアルバムからの曲がセレクトされ、その時も弦楽器をバックに演奏された。『静香のコンサート '89秋 スペシャル』（2007年9月19日、『Shizuka Kudo THE LIVE DVD COMPLETE BOX』でDVD化）に、「丘の上の小さな太陽」「美粧の森」「カレリア」の歌唱シーンが収録されている。
「丘の上の小さな太陽」の "Part3 出さなかった手紙・母へ" は、歌詞だけが掲載され、実際は歌われていない。
3曲目の「美粧の森」は、テレビ朝日系音楽番組『ミュージックステーション』（1989年11月24日放送）で披露された。
6曲目の「真昼の夢」は、パッケージには「真昼への夢」と誤って記載されており、CD内に訂正紙が封入してあった。

## ディスクジャケット
アルバムの見開きには、工藤本人が描いた油絵が掲載されている。

## 収録曲
| 全作曲: 後藤次利。 |                                                                                  |            |            |                                      |      |
| #                  | タイトル                                                                         | 作詞       | 作曲・編曲 | 編曲                                 | 時間 |
| 1.                 | 「丘の上の小さな太陽」(Part 1. 少女、Part 2. 恋、Part 3. 出さなかった手紙・母へ) | 大貫妙子   | 後藤次利   | 後藤次利・門倉聡・菅原弘明・藤井丈司 | 7:57 |
| 2.                 | 「みずうみ」                                                                     | 吉沢久美子 | 後藤次利   | 後藤次利・門倉聡・菅原弘明           | 4:15 |
| 3.                 | 「美粧の森」                                                                     | 愛絵理     | 後藤次利   | 後藤次利・門倉聡・菅原弘明           | 5:00 |
| 4.                 | 「カレリア」                                                                     | 大貫妙子   | 後藤次利   | 後藤次利・門倉聡・菅原弘明           | 4:36 |
| 5.                 | 「la se n」                                                                      | 川村真澄   | 後藤次利   | 後藤次利・門倉聡・菅原弘明           | 7:14 |
| 6.                 | 「真昼の夢」                                                                     | -          | 後藤次利   | 後藤次利・門倉聡・藤井丈司           | 2:04 |
| 合計時間:          | 合計時間:                                                                        | 合計時間:  | 合計時間:  | 31:06                                |      |

## 関連作品
- みずうみ
  - Best of Ballade "Empathy"